# Дом В. М. Друцкого-Соколинского
Дом князя В. М. Друцкого-Соколинского — деревянный жилой дом в стиле модерн, построенный в 1895 году в Звенигороде для князя В. М. Друцкого-Соколинского, с 1888 года исполнявшего должность Звенигородского исправника.

## История
В 1893 году заказчик дома надворный советник князь В. М. Друцкой-Соколинский получил у Московского губернатора и у Звенигородской городской думы разрешения на сооружение дома. В следующем году князь согласовывает проект каменного дома, который хочет построить против здания присутственных мест на Конюшенной горе. В 1895 году дом был построен, но, в отличие от проекта, в дереве.
В 1899 году князь В. М. Друцкой-Соколинский продает дом графу Сергею Шереметеву, который с 1898 по 1904 год и с 1910 и по 1916 год состоял почетным мировым судьей Звенигородского уезда (помимо этого, именно в 1899 году его сын граф Павел Сергеевич Шереметев становится Звенигородским уездным предводителем дворянства). В марте 1909 года граф Сергей Шереметев продает за 8000 руб. дом вместе с внушительным участком земли (1289 кв. саж.) вдове присяжного поверенного Вере Сергеевне Померанцевой, которая в свою очередь через 4 года перепродает за 18000 руб. в августе 1913 года дом с землей жене надворного советника Анисье Александровне Языковой.
В 1921 году перед муниципализацией домов особняк ещё принадлежал некоему Языкову. А после муниципализации в нём разместилось общежитие Звенигородского исполкома. С 1930 года почти 30 лет дом был главным административным зданием города, здесь располагались Подрайком, Уком, Райком комсомола, Райком партии. В 1959 году эти организации были переведены в другое место, а здание было передано артели Коопермузыка (впоследствии Фабрика Культтоваров) и использовалось под детский сад. В 1979 году детскому саду было выделено другое помещение, и здание стало пустовать.
В 1985 году в доме произошел пожар, и его передали на баланс фабрики спортизделий «Динамо», а позже Городской больнице для размещения наркологического отделения. Больницей здание было отремонтировано и огорожено. Но в ноябре 1991 году горсоветом было принято решение о передаче дома Малому предприятию «Мысль». От последнего оно досталось коммерческому банку «Бизнес». Новый владелец в сентябре 1992 года снёс памятник архитектуры.